# Provinciale Secundaire School Voeren
De Provinciale Secundaire School Voeren (PSS Voeren) is een secundaire school in de kern 's-Gravenvoeren van de gemeente Voeren. De school werd in 1968 gebouwd en sindsdien bestuurd door de provincie Limburg. De school biedt met de richtingen Wetenschappen, Humane Wetenschappen en Economie opleidingen aan voor algemeen secundair onderwijs en met de richting Handel(Secretariaat) tevens technisch secundair onderwijs.